# Baumia
Baumia  (лат.) — монотипный род двудольных растений семейства Заразиховые (Orobanchaceae), включающий вид Baumia angolensis Engl. & Gilg. Выделен немецкими ботаниками Адольфом Энглером и Эрнстом Фридрихом Гилгом в 1903 году.
Иногда род включают в состав семейства Норичниковые (Scrophulariaceae).

## Распространение, описание
Единственный вид является эндемиком Анголы.
Типовой экземпляр Baumia angolensis, собранный у реки Оншигве, был описан следующим образом. Однолетнее покрытое колючками травянистое растение с прямостоячим стеблем высотой 23—31 см. Листья супротивные, перистые. Цветки одиночные, с короткими шипами.